# Parkfeest
Het Parkfeest is een jaarlijks festival in het Nederlandse Oosterhout.
Sinds de eerste editie in 1997 is het uitgegroeid tot een jaarlijks driedaags festival dat doorgaat in het Slotpark aan de Slotlaan het weekend na Pinksteren. Anouk, De Dijk, BLØF, Within Temptation, DI-RECT, Racoon, Boudewijn de Groot, Ramses Shaffy, Rob de Nijs en Gerard van Maasakkers traden op op het Parkfeest.
Het feest financierde mee de opbouw van de Mienushal. Andere verenigingen en stichtingen binnen Oosterhout kregen de afgelopen jaren financiële steun vanuit de opbrengsten van het festival, in totaal 400.000 euro.
In het slotpark in Oosterhout passen op één avond ongeveer 5500 mensen. Verdeeld over de drie dagen die het feest in beslag neemt komen er ongeveer 17000 bezoekers naar het Parkfeest. De laatste jaren komen er op de vrijdagavond +/- 3500 bezoekers, op zaterdag 5500 en over de gehele zondag verwacht men jaarlijks 7 à 8 duizend bezoekers.

## Edities

### 1997
In 1997 komt Boy Neomagus met het idee om een feest op te zetten dat in het stadspark in Oosterhout wordt georganiseerd. De bedoeling is om met de winst van het feest een Mienushal te bouwen, waar de carnavalswagenbouwers jaarlijks terechtkunnen. De opzet slaagt en het is de bedoeling om er een jaarlijks terugkerend popfestijn van te maken.
In de eerste editie traden vooral plaatselijke bekendheden op zoals John Soeters, de Houtse rockformatie 5-Takt, het smartlappenkoor en diverse Kaaiendonkse (carnavalsnaam van Oosterhout) Kapellen.

### 2001
Met 2 Brothers on the 4th Floor, Abel, De Kast, Van Dik Hout en WC Experience werd de 5e editie een groot succes waarbij steeds meer nieuwe en vooral bekendere namen optraden.

### 2002
Na het succes uit 2001 met bekende namen ging het Parkfeest door. Met o.a. BLØF, K-otic, Thé Lau en het duo Twarres werd het weer een geweldig feest.

### 2003
In 2003 traden Band Zonder Banaan, Beef, Brainpower, De Dijk, Guus Meeuwis, Sita, Tin Pan Ally, Vals Licht, VOF de Kunst en Wayne op.

### 2004
In 2004 traden Fontane, Trijntje Oosterhuis, Rowwen Hèze, Pater Moeskroen, Krezip, Kane, Intwine en DI-RECT op.

### 2005
In 2005 traden Abba Mania, Ali B, Ilse DeLange, Les Truttes, Rob de Nijs, Within Temptation en Xander de Buisonjé op.

### 2006
In 2006 traden Anouk, DI-RECT, Les Truttes, Pater Moeskroen, Racoon, The Bogus Brothers en Van Dik Hout op.

### 2007
In de 11e editie traden BLØF, Ilse DeLange, Postman, Stevie Ann, The Sheer, Xander de Buisonjé, Yellow Pearl op.

### 2008
Alain Clark, Bart Peeters, Dennis, DI-RECT, Krezip, Lange Frans & Baas B, Leaf, Racoon, The Riplets, Within Temptation traden in de 11e editie op.

### 2009
In 2009 traden Beef, Bertolf, Boudewijn de Groot, Clouseau, De Dijk, De Staat, Giovana, Gruppo Sportivo, Kane, Memphis Maniacs, Miss Montreal, Rigby, Sabrina Starke, Stereo, Rolling Rones en Voicst op.

### 2010
BLØF, Caro Emerald, Cuby and the Blizzards, De Jeugd van Tegenwoordig, DI-RECT, Het Goede Doel, Kraak & Smaak, Memphis Maniacs, Moke, Novastar, The Bous Brothers, Valerius en Waylon traden in 2010 op.

### 2011
In 2011 traden Candy Dulfer, Dazzled Kid, Frank Boeijen, Go Back to the Zoo, Ilse DeLange, Jacqueline Govaert, Kane, Les Truttes, Lisa Lois, Only Seven Left, Ruben Hein, The Opposites, Tim Knol, Van Velzen en Waylon op.

### 2012
In de 16e editie van het Parkfeest traden Acda en De Munnik, Alain Clark, De Dijk, Racoon en Within Temptation op.

### 2013
Audio Adam, Beef, Ben Saunders, Fresku, Golden Earring, Handsome Poets, Jurk!, Kensington, Kraantje Pappie, No More Jack, Splendid, The Asteroids Galaxy Tour, The Baseballs, The Dirty Daddies, The Flexican & MC Sef, The Scene, Wouter Hamel, Vato Gonzales en Bazzookas traden in 2013 op.

### 2014
In 2014 besloot de organisatie van het Parkfeest te bezuinigen door 1 jaar alles wat kleiner aan te pakken. Minder grote artiesten, één podium in plaats van twee. Het werd een ietwat warmere sfeer. Maar na de editie in 2014 besloot de organisatie dat in de editie van 2015 alles weer werd zoals het was. In 2014 traden Memphis Maniacs, My Baby, Joris Linssen & Caramba, B-Brave, Manitou FM, Tentempiés, Askruizen, Killer Queen, The Black Marble selection, Hour Zero, Ben The Banjoman, Ziggy Smack, Samba Salad en Rondje Doe Maar op.

### 2015
De editie 2015 vond plaats op 29, 30 & 31 mei 2015. Namen als DI-RECT, Racoon, Roxette Tribute, U2 Tribute en Bryan Adams Tribute stonden dit jaar op het podium.

### 2016
De editie 2016 vond plaats van 27 t/m 29 mei 2016. Artiesten als Ali B, UB40, Chef’ Special, Wipneus & Pim, Kings of Lyon, Pater Moeskroen en vele anderen traden dit jaar op.

### 2017
De editie 2017 vond plaats op 16, 17 en 18 juni 2017. De artiesten die optraden waren: The Common Linnets, Jett Rebel, Txarango, Kovacs, Van Dik Hout, Nielson, Kraantje Pappie, Avi on Fire, Jacle Bow, Tribute to Bob Marley, Bruno Mars Tribute, Pearl Jamming, Deep White en Joe Cocker Tribute.

### 2018
De 22e editie van het Parkfeest vond plaats op 25, 26 en 27 mei 2018. Onder andere De dijk, Wulf, Bazzookas, Guns’n Roses Tribute, Pineapple Madness, Suzan & Freek, Ronnie Flex, Maan en Jacqueline Govaert traden op.

### 2019
De 23 editie van het Parkfeest vond plaats op 14, 15 en 16 juni 2019. Onder andere Miss Montreal, Lil' Kleine, Matt Simons, Raymond van het Groenewoud, 3JS, Kenny B, Kraantje Pappie, Rowwen Hèze en Ares traden op.

### 2020
De 24 editie van het Parkfeest zou eigenlijk plaatsvinden op 5, 6 en 7 juni 2020. Maar vanwege de Coronapandemie kon deze niet doorgaan.

### 2021
De 24 editie van het Parkfeest, die eigenlijk gepland stond in juni 2020 vindt plaats op 3, 4 en 5 september 2021. Vanwege de grotere kans op doorgaan is het evenement eenmalig verplaatst naar september. Echter, ook deze editie kon vanwege de coronapandemie niet doorgaan.